# Joy Fielding

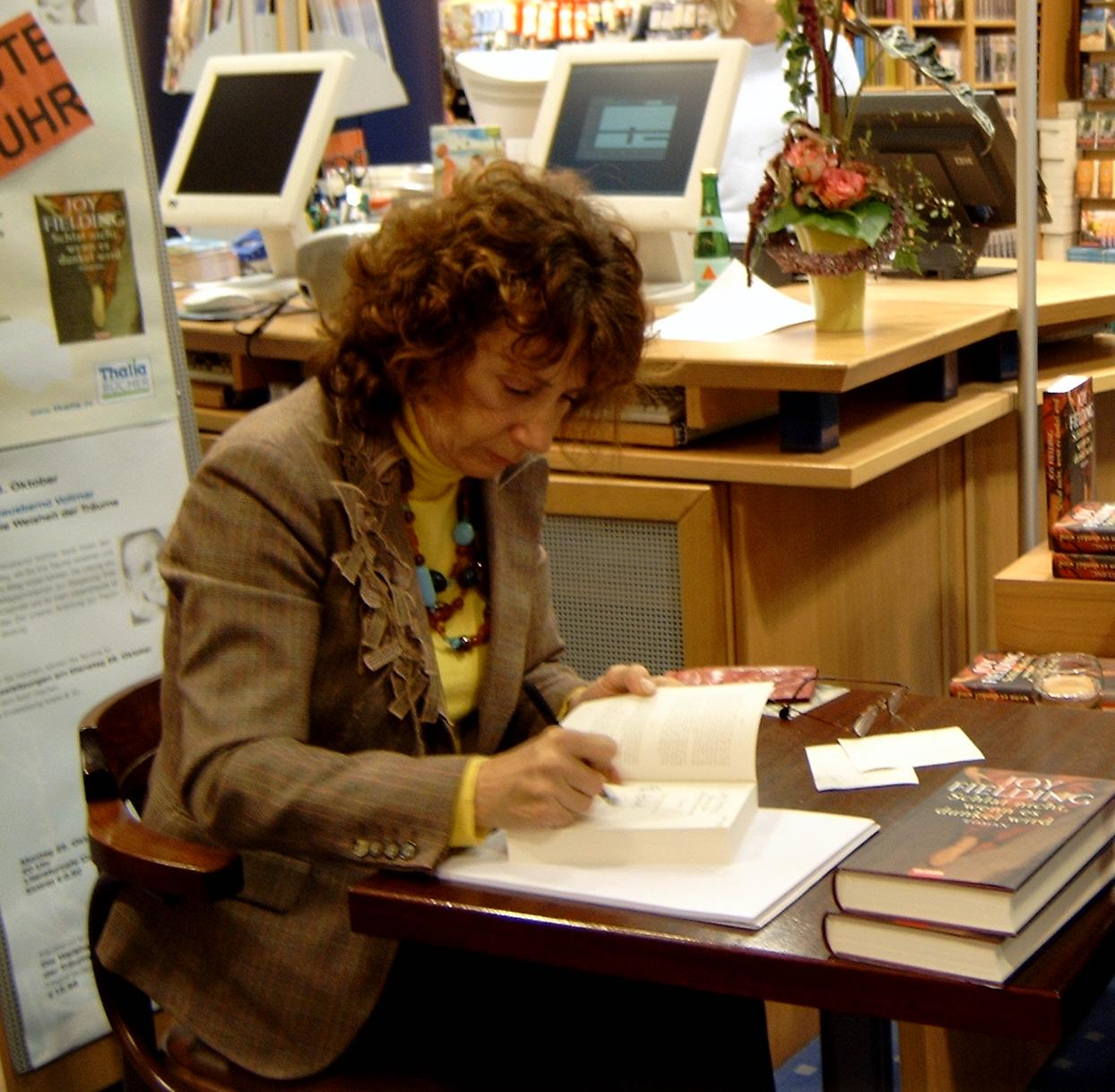
Joy Fielding bei einer Signierstunde in Hagen

Joy Fielding (geb. Tepperman) (* 18. März 1945 in Toronto, Ontario) ist eine kanadische Schriftstellerin und Schauspielerin. Sie lebt mit ihrem Mann Warren in Toronto und Palm Beach und hat zwei Töchter, Shannon und Annie.

## Leben
Joy Fielding begann schon im Alter von acht Jahren Geschichten zu schreiben und bald darauf auch kleine Theaterstücke, die sie mit ihren Freunden nachspielte. Mit zwölf schrieb sie ein Drehbuch für einen Fernsehfilm, in dem eine Zwölfjährige ihre Eltern ermordet. Auch als Teenager schrieb sie weiterhin Geschichten. Alle wurden jedoch von Zeitschriften und Verlagen abgelehnt.
Ihr Studium der englischen Literatur an der Universität von Toronto schloss sie 1966 mit dem Bachelor ab. Schon während des Studiums hatte sie ihren Plan verworfen, Schriftstellerin zu werden, und spielte stattdessen in ungefähr 20 Studentenfilmen mit, so auch in dem international beachteten Film Winter kept us warm (1965) von David Secter. Dies war der erste englischsprachige kanadische Film, der auf dem Filmfestival in Cannes gezeigt wurde. Fielding wollte Schauspielerin werden und zog nach ihrem Studium nach Los Angeles. Sie lebte dort fast drei Jahre lang und spielte in einer Episode der Western-Serie Rauchende Colts mit. Nach persönlichen und beruflichen Enttäuschungen entdeckte sie das Schreiben wieder.
Anfang der 1970er Jahre kehrte sie zurück nach Toronto und konzentrierte sich auf das Schreiben von Romanen. Zum Lebensunterhalt spielte sie hauptsächlich in TV-Werbespots mit, bis sie durch die Schriftstellerei ausreichend verdiente. Der internationale Durchbruch gelang ihr 1991 mit dem Thriller Lauf, Jane, lauf („See Jane Run“), von dem 1,8 Mio. Exemplare verkauft wurden. Auch ihre anderen Werke wurden zu internationalen Bestsellern.
Joy Fielding schreibt Thriller und Psychothriller, die jedoch immer auf verschiedene Weise unterschiedliche Abgründe der Gesellschaft zeichnen. Die Themen spiegeln die ganze Palette der Gewalt wider: Vergewaltigung, Psychoterror, Gewalt in der Ehe, Kindesentführung und dergleichen. Die Geschichten sind fast durchgehend in großen amerikanischen Städten angesiedelt. Hauptfiguren sind immer Frauen, die oftmals gut ausgebildet und gutaussehend sind, die es im Leben „zu etwas gebracht haben“, in einer scheinbar perfekten Beziehung leben und Kinder haben. Doch häufig tragen sie Geheimnisse, unverwirklichte Wünsche oder nie gelebte Sehnsüchte in sich, die durch zufällige Begebenheiten, Nervenzusammenbrüche oder schleichende Prozesse ans Tageslicht kommen.

## Buchausgaben und Hörbücher
In Deutschland wurden bisher 30 Titel von Joy Fielding als Buchausgaben herausgebracht (Stand Oktober 2022). Der Goldmann-Verlag verlegte seit 1981 (Sag Mami Goodbye) alle ihre Bücher bis auf zwei (Ich will ihren Mann und Verworrene Verhältnisse) als Taschenbuchausgaben. Diese beiden erschienen zwischen 1985 und 2003 in unterschiedlichen Ausgaben im Droemer-Knaur-Verlag, der zusätzlich die drei Titel Sag Mami Goodbye, Lebenslang ist nicht genug und Ein mörderischer Sommer sowohl in broschierter Form als auch als Taschenbuch veröffentlichte.
Zusätzlich zum Taschenbuch erschienen auch Schlaf nicht, wenn es dunkel wird und Nur wenn du mich liebst als gebundene Ausgabe, letzteres gibt es auch als E-Book, bei PeP. Die Bücher wurden hauptsächlich von Christa E. Seibicke, Mechtild Sandberg-Ciletti und Kristian Lutze übersetzt. Beide Verlage brachten auch Doppelroman-Ausgaben heraus, in denen jeweils zwei Romane in einem Band enthalten sind, und dazu etliche Sonderausgaben. Außerdem hat der Verlag Petersen, Oststeinbek, in Deutschland drei Titel in englischer Sprache veröffentlicht (See, Jane, Run, Missing Pieces und The First Time). Bis 2004 wurden die englischen Originale abwechselnd von Doubleday und Morrow verlegt, seit 2004 von Atria Books. Joy Fieldings Bücher wurden in 23 Sprachen übersetzt. Sie werden in 25 Ländern verkauft, in Deutschland über fünf Millionen Mal. Als Hörbuchausgaben auf CD erschienen im Random House Audio Verlag verschiedene Werke in gekürzter Fassung, größtenteils gesprochen von Hansi Jochmann. Zähl nicht die Stunden (2001) wurde von Katharina Palm gelesen und im Verlag BMG Wort veröffentlicht, der im Jahr 2001 in Random House Audio Verlag umfirmiert wurde.

## Bibliographie
- The Best of Friends – 1972
- The Transformation – 1976
- Trance – 1979
- Sag Mami Goodbye, 1981 (Kiss Mommy Goodbye, 1981)
- Ich will Ihren Mann, 1985 (The Other Woman, 1983)
- Lebenslang ist nicht genug, 1986 (Life Penalty, 1984)
- Ein mörderischer Sommer, 1988 (The Deep End, 1986)
- Verworrene Verhältnisse, 1991 (Good Intentions, 1989)
- Lauf, Jane, lauf!, 1991 (See Jane Run, 1991)
- Schau dich nicht um, 1993 (Tell Me No Secrets, 1993)
- Flieh, wenn du kannst, 1995 (Don't Cry Now, 1995)
- Am seidenen Faden, 1997 (Missing Pieces, 1997)
- Zähl nicht die Stunden, 2000 (The First Time, 2000)
- Nur wenn du mich liebst, 2002 (Grand Avenue, 2001)
- Schlaf nicht, wenn es dunkel wird, 2004 (Whispers and Lies, 2002)
- Bevor der Abend kommt, 2004 (Lost, 2004)
- Tanz, Püppchen, tanz, 2005 (Puppet, 2005)
- Träume süß, mein Mädchen, 2006, (Mad River Road, 2006)
- Nur der Tod kann dich retten, 2007, (Heartstopper, 2007)
- Die Katze, 2008, (Charley’s Webb, 2008)
- Im Koma, 2009 (Still Life, 2009)
- Das Verhängnis, 2010 (The Wild Zone, 2010)
- Herzstoß, Goldmann, München 2011 (Now you see her, 2011), ISBN 978-3-442-31206-1.
- Das Herz des Bösen, Goldmann, München 2012 (Shadow Creek, 2012), ISBN 978-3-442-31270-2.
- Sag, dass du mich liebst, Goldmann, München 2014 (Someone Is Watching, 2015), ISBN 978-3-442-31271-9.
- Die Schwester, Goldmann, München 2016 (She's not there, 2016), ISBN 978-3-442-31272-6.
- Solange du atmest, Goldmann, München 2017 (Bleeding Hearts, 2017 (Hardcover); auch erschienen unter dem Titel The Bad Daughter, 2018 (Paperback)), ISBN 978-3-442-31434-8.
- Blind Date, Goldmann, München 2019 (All The Wrong Places, 2019), ISBN 978-3-442-31435-5.
- Home, sweet home, Goldmann, München 2021 (Cul-De-Sac, 2021), ISBN 978-3-442-31574-1.
- Die Haushälterin, Goldmann, München 2022 (The Housekeeper, 2022), ISBN 978-3-442-31576-5.

## Rezeption
In Reclams Krimi-Lexikon fiel die Charakterisierung ihres inhaltlichen Stils kurz und treffend, aber zwischen den Zeilen drastisch aus: „In Fieldings bei einem weiblichen Publikum beliebten Thrillern gerät in der Regel eine bis an die Schmerzgrenze naive Heldin in ein Komplott ihres Mannes. Ihre geheimnistuerischen Neigungen verhinderten drei- bis vierhundert Seiten lang eine rasche Lösung des Dramas.“

## Hörbücher
- 2004: Schlaf nicht, wenn es dunkel wird, Random House Audio Köln, ISBN 978-3898307949 (gekürzt, 6 CDs gelesen von Hansi Jochmann, 415 min)
- 2006: Tanz, Püppchen, Tanz, Random House Audio Köln, ISBN 978-3866040045 (gekürzt, 6 CDs gelesen von Hansi Jochmann, 360 min)
- 2006: Träume süß, mein Mädchen, Random House Audio Köln, ISBN 978-3828990579 (gekürzt, 6 CDs gelesen von Hansi Jochmann, 447 min)
- 2007: Nur der Tod kann dich retten, Random House Audio Köln, ISBN 978-3866047020 (gekürzt, 6 CDs gelesen von Hansi Jochmann, 420 min)
- 2008: Zähl nicht die Stunden, Random House Audio Köln, ISBN 978-3866049581 (gekürzt, 6 CDs gelesen von Katharina Palm, 450 min)
- 2008: Lauf, Jane, lauf, Random House Audio Köln, ISBN 978-3866049598 (gekürzt, 6 CDs gelesen von Hansi Jochmann, 420 min)
- 2008: Die Katze, Random House Audio Köln, ISBN 978-3866048799 (gekürzt, 6 CDs gelesen von Hansi Jochmann, 422 min)
- 2008: Schlaf nicht, wenn es dunkel wird, Random House Audio Köln, ISBN 978-3866049574 (gekürzt, 6 CDs gelesen von Hansi Jochmann, 420 min)
- 2009: Am seidenen Faden, Random House Audio Köln, ISBN 978-3837100921 (gekürzt, 4 CDs gelesen von Simone Thomalla, 280 min)
- 2009: Im Koma, Random House Audio Köln, ISBN 978-3837101317 (gekürzt, 6 CDs gelesen von Hansi Jochmann, 438 min)
- 2010: Das Verhängnis, Random House Audio Köln, ISBN 978-3837104721 (gekürzt, 6 CDs gelesen von Hansi Jochmann, 423 min)
- 2011: Herzstoß, Random House Audio Köln, ISBN 978-3867177801 (gekürzt, 6 CDs gelesen von Hansi Jochmann, 460 min)
- 2012: Das Herz des Bösen, Random House Audio Köln, ISBN 978-3867178815 (gekürzt, 6 CDs gelesen von Anneke Kim Sarnau, 6h 58 min)
- 2015: Sag, dass du mich liebst, Der Hörverlag München, ISBN 978-3-8445-1776-7 (gekürzt, 6 CDs gelesen von Petra Schmidt-Schaller, 419 min)
- 2016: Die Schwester, Der Hörverlag München, ISBN 978-3-8445-2169-6 (gekürzt, 1 CD gelesen von Petra Schmidt-Schaller, 579 min)
- 2017: Solange du atmest, Der Hörverlag München, ISBN 978-3-8445-2691-2 (gekürzt, 1 CD gelesen von Petra Schmidt-Schaller, 552 min)
- 2019: Blind Date, Der Hörverlag München, ISBN 978-3-8445-3411-5 (ungekürzt, MP3-Download, gelesen von Petra Schmidt-Schaller, 653 min); ISBN 978-3-8445-3929-5 (gekürzt, MP3-CD, 550 min); ISBN 978-3-8445-3410-8 (gekürzt, MP3-Download, 550 min)
- 2021: Home, Sweet Home, Der Hörverlag München, ISBN 978-3-8445-4384-1 (ungekürzt, MP3-Download, gelesen von Ulrike C. Tscharre, 605 min); ISBN 978-3-8445-4676-7 (gekürzt, MP3-CD, 483 min); ISBN 978-3-8445-4325-4 (gekürzt, MP3-Download, 483 min)
- 2021: Die Haushälterin, Der Hörverlag München, ISBN 978-3-8445-4684-2 (ungekürzt, MP3-Download, gelesen von Ulrike C. Tscharre, 569 min); ISBN 978-3-8445-4640-8 (gekürzt, MP3-CD, 480 min); ISBN 978-3-8445-4641-5 (gekürzt, MP3-Download, 480 min)